# کاچوگ (نیویورک)
کاچوگ (به انگلیسی: Cutchogue) یک منطقهٔ مسکونی در ایالات متحده آمریکا است که در شهرستان سافک، نیویورک واقع شده‌است. کاچوگ ۲۶٫۳ کیلومتر مربع مساحت و ۳٬۳۴۹ نفر جمعیت دارد و ۹ متر بالاتر از سطح دریا واقع شده‌است.